# Kadłubiska (powiat zamojski)
Kadłubiska – wieś w Polsce położona w województwie lubelskim, w powiecie zamojskim, w gminie Komarów-Osada.
| SIMC    | Nazwa            | Rodzaj    |
| ------- | ---------------- | --------- |
| 0890666 | Majdan Śniatycki | część wsi |
| 0890672 | Popówka          | część wsi |

W latach 1975–1998 miejscowość należała administracyjnie do województwa zamojskiego.
Wieś jest sołectwem w gminie Komarów-Osada. Według Narodowego Spisu Powszechnego z roku 2011 wieś liczyła 240 mieszkańców.
Wierni Kościoła rzymskokatolickiego należą do parafii Niepokalanego Poczęcia Najświętszej Maryi Panny w Dubie.